# Довгаль Віктор Сергійович
Ві́ктор Сергі́йович Довгаль (27 квітня 1991) — полковник Збройних сил України, учасник російсько-української війни.

## З життєпису
Народився 1991 року.
Випускник Академії сухопутних військ імені гетьмана Петра Сагайдачного.
У складі штатного підрозділу з 9 березня 2014 року перебував в східних районах України. 16 квітня 2014-го Віктор Довгаль та його підпорядкований взвод відбув з польового табору із завданням — у складі зведеного підрозділу бригади зайняти та утримувати під охороною аеродром міста Краматорськ. Під час маршу поблизу населеного пункту Новоселівка Донецької області колону зведеного підрозділу було заблоковано невідомими особами. Вони висували вимоги щодо переходу на сторону так званої «Донецької народної республіки» — або здачі бойової техніки, зброї та набоїв.
Після команди командира батареї «Гранати до бою», лейтенант Довгаль дістав гранату та — тримаючи її перед собою — пішов у натовп із загрозою підірвати себе та тих хто буде поряд. Натовп з невідомими особами відійшов, це дало змогу особовому складу зведеного підрозділу пройти оточення та вийти на визначений наказом маршрут руху з подальшим успішним виконанням бойової задачі.

## Нагороди
19 липня 2014 року — за особисту мужність і героїзм, виявлені у захисті державного суверенітету та територіальної цілісності України, вірність військовій присязі під час російсько-української війни, відзначений — нагороджений орденом Богдана Хмельницького III ступеня.
За особисту мужність і героїзм, виявлені у захисті державного суверенітету та територіальної цілісності України, вірність Військовій присязі мужній офіцер був відзначений орденом Богдана Хмельницького III ступеня.
За особливі заслуги у захисті державного суверенітету України нагороджений орденом Богдана Хмельницького ІІ ступеня.
20 вересня 2024 року — За особисту мужність, виявлену у захисті державного суверенітету та територіальної цілісності України, самовіддане виконання військового обов'язку нагороджений орденом Богдана Хмельницького I ступеня